# Copa de Europa de baloncesto 1970-71
La decimocuarta edición de la Copa de Europa de Baloncesto fue ganada por el CSKA Moscú, que lograba su cuarto título, derrotando en la final al Ignis Varese, repitiéndose la final del año anterior, aunque con diferente ganador. La final se disputó en Amberes.

## Primera ronda
| Equipo 1               | Agr.    | Equipo 2                  | Ida    | Vuelta |
| ---------------------- | ------- | ------------------------- | ------ | ------ |
| Etzella                | 131-177 | 04 Leverkusen             | 72–99  | 59–78  |
| Jeunesse Sportivo Alep | 137-201 | Academic                  | 69–89  | 68–112 |
| Dinamo București       | 195-157 | Union Firestone Ehgartner | 115–56 | 80–101 |
| İTÜ                    | -*      | Partizani Tirana          |        |        |
| Virum                  | 105-259 | Slavia VŠ Praha           | 63–113 | 42–146 |
| Alvik                  | 132–217 | Real Madrid               | 80–99  | 52–118 |
| Tapion Honka           | 127–144 | Śląsk Wrocław             | 66–66  | 61–78  |
| Fiat Stars             | 0–4**   | AŠK Olimpija              | 0-2    | 0-2    |
| ÍR                     | 0–4**   | Olympique Antibes         | 0–2    | 0–2    |
| FUS                    | 124–179 | AEK                       | 80–84  | 44–95  |
| Benfica                | 133–230 | Honvéd                    | 67–112 | 66–118 |

*La FIBA canceló este partido y dio al İTÜ como ganador al renunciar el Partizani Tirana a jugar en Turquía debido a la epidemia de cólera en ese país.
**Fiat Stars y ÍR renunciaron antes del partido de ida, por lo que AŠK Olimpija y Olympique Antibes recibieron un marcador de 2-0 en ambos partidos.

## Segunda ronda
| Equipo 1          | Agr.    | Equipo 2         | Ida    | Vuelta |
| ----------------- | ------- | ---------------- | ------ | ------ |
| Ignis Varese      | 162-119 | 04 Leverkusen    | 90–50  | 72–69  |
| Standard Liège    | 169-160 | Maccabi Elite    | 107–86 | 62–74  |
| Academic          | 176-146 | Dinamo București | 82–56  | 94–90  |
| İTÜ               | 154-169 | Slavia VŠ Praha  | 77–66  | 77–103 |
| Al-Zamalek        | 127-174 | Real Madrid      | 73–87  | 54–87  |
| Śląsk Wrocław     | 154-163 | AŠK Olimpija     | 60–74  | 94–89  |
| Olympique Antibes | 158-152 | AEK              | 70–58  | 88–94  |
| CSKA Moscú        | 195-139 | Honvéd           | 102–72 | 93–67  |

## Fase de grupos de cuartos de final
Los cuartos de final se jugaron con un sistema de todos contra todos, en el que cada serie de dos partidos ida y vuelta se consideraba como un solo partido para la clasificación.
|  | Los dos primeros acceden a semifinales |

|    | Equipo            | Par. | Pts. | G | P | PF  | PC  | PD  |
| -- | ----------------- | ---- | ---- | - | - | --- | --- | --- |
| 1. | Ignis Varese      | 3    | 6    | 3 | 0 | 515 | 426 | +89 |
| 2. | Slavia VŠ Praha   | 3    | 5    | 2 | 1 | 506 | 508 | -2  |
| 3. | AŠK Olimpija      | 3    | 4    | 1 | 2 | 451 | 470 | -19 |
| 4. | Olympique Antibes | 3    | 3    | 0 | 3 | 461 | 529 | -68 |

|    | Equipo         | Par. | Pts. | G | P | PF  | PC  | PD   |
| -- | -------------- | ---- | ---- | - | - | --- | --- | ---- |
| 1. | CSKA Moscú     | 3    | 6    | 3 | 0 | 512 | 417 | +95  |
| 2. | Real Madrid    | 3    | 5    | 2 | 1 | 474 | 433 | +41  |
| 3. | Academic       | 3    | 4    | 1 | 2 | 509 | 495 | +14  |
| 4. | Standard Liège | 3    | 3    | 0 | 3 | 442 | 592 | -150 |

## Semifinales
| Equipo 1        | Agr.    | Equipo 2    | Ida   | Vuelta |
| --------------- | ------- | ----------- | ----- | ------ |
| Ignis Varese    | 148–133 | Real Madrid | 82–59 | 66–74  |
| Slavia VŠ Praha | 150–162 | CSKA Moscow | 83–68 | 67–94  |

## Final
| 8 de abril de 1971 | CSKA Moscú                    | 67–53       | Ignis Varese               | |  |
|                    | Parciales: 28-26, 39–27       |             |                            | |  |
|                    | Estadísticas Serguéi Belov 24 | Reporte Pts | Estadísticas 22 John Fultz | Pabellón: Sporthal Arena, Amberes Asistencia: 4.700 espectadores Árbitros: Erwin Kassai (HUN), André Pythoud (SUI) |  |

| Campeón de la Copa de Europa 1970–71 |
| ------------------------------------ |
| CSKA Moscú 4º título                 |